# Địa điểm thi đấu của Đại hội Thể thao châu Á 2014
Đại hội Thể thao châu Á 2014 đặc trưng 49 địa điểm thi đấu và 48 cơ sở đào tạo trên 16 ngày thi đấu trò chơi từ ngày 19 tháng 9 đến ngày 4 tháng 10 năm 2014. Trong số đó, có 10 địa điểm mới được xây dựng. Tất cả các địa điểm thi đấu sẽ được sử dụng sau khi lễ khai mạc diễn ra các địa điểm bóng đá, sẽ được tổ chức từ ngày 14 tháng 9 năm 2014.

## Địa điểm thể thao

### Quận Bupyeong
| Địa điểm               | Thể thao           | Khán giả | Ref   |
| ---------------------- | ------------------ | -------- | ----- |
| Khu nhà thi đấu Samsan | Bóng rổ            | 7,406    | [ 1 ] |
| Sân quần vợt Yeorumul  | Squash             | 1,275    | [ 2 ] |
| Khu quần vợt Yeorumul  | Quần vợt, Bóng mềm | 5,802    | [ 3 ] |

### Quận Dong
| Địa điểm                | Thể thao    | Khán giả | Ref   |
| ----------------------- | ----------- | -------- | ----- |
| Khu nhà thi đấu Songnim | Bóng chuyền | 5,009    | [ 4 ] |

### Tỉnh Ganghwa
| Địa điểm                        | Thể thao         | Khán giả | Ref   |
| ------------------------------- | ---------------- | -------- | ----- |
| Ganghwa Asiad BMX Track         | Xe đạp           | 1,010    | [ 5 ] |
| Khu nhà thi đấu Ganghwa Dolmens | Taekwondo, Wushu | 4,014    | [ 6 ] |

### Quận Gyeyang
| Địa điểm                       | Thể thao              | Khán giả | Ref   |
| ------------------------------ | --------------------- | -------- | ----- |
| Trường bắn cung Gyeyang Asiad  | Bắn cung              | 1,181    | [ 7 ] |
| Khu nhà thi đấu Gyeyang        | Cầu lông              | 4,304    | [ 8 ] |
| Sân đua xe đạp quốc tế Incheon | Xe đạp (Đường trường) | 1,508    | [ 9 ] |

### Quận Jung
| Địa điểm                       | Thể thao          | Khán giả | Ref    |
| ------------------------------ | ----------------- | -------- | ------ |
| Khu nhà thi đấu Dowon          | Judo, Vật         | 3,167    | [ 10 ] |
| Sân vận động bóng đá Incheon   | Bóng đá           | 20,500   | [ 11 ] |
| Yeongjong Baegunsan MTB Course | Xe đạp (Địa hình) | 100      | [ 12 ] |
| Wangsan Marina                 | Sailing           | N/A      | [ 13 ] |

### Quận Nam

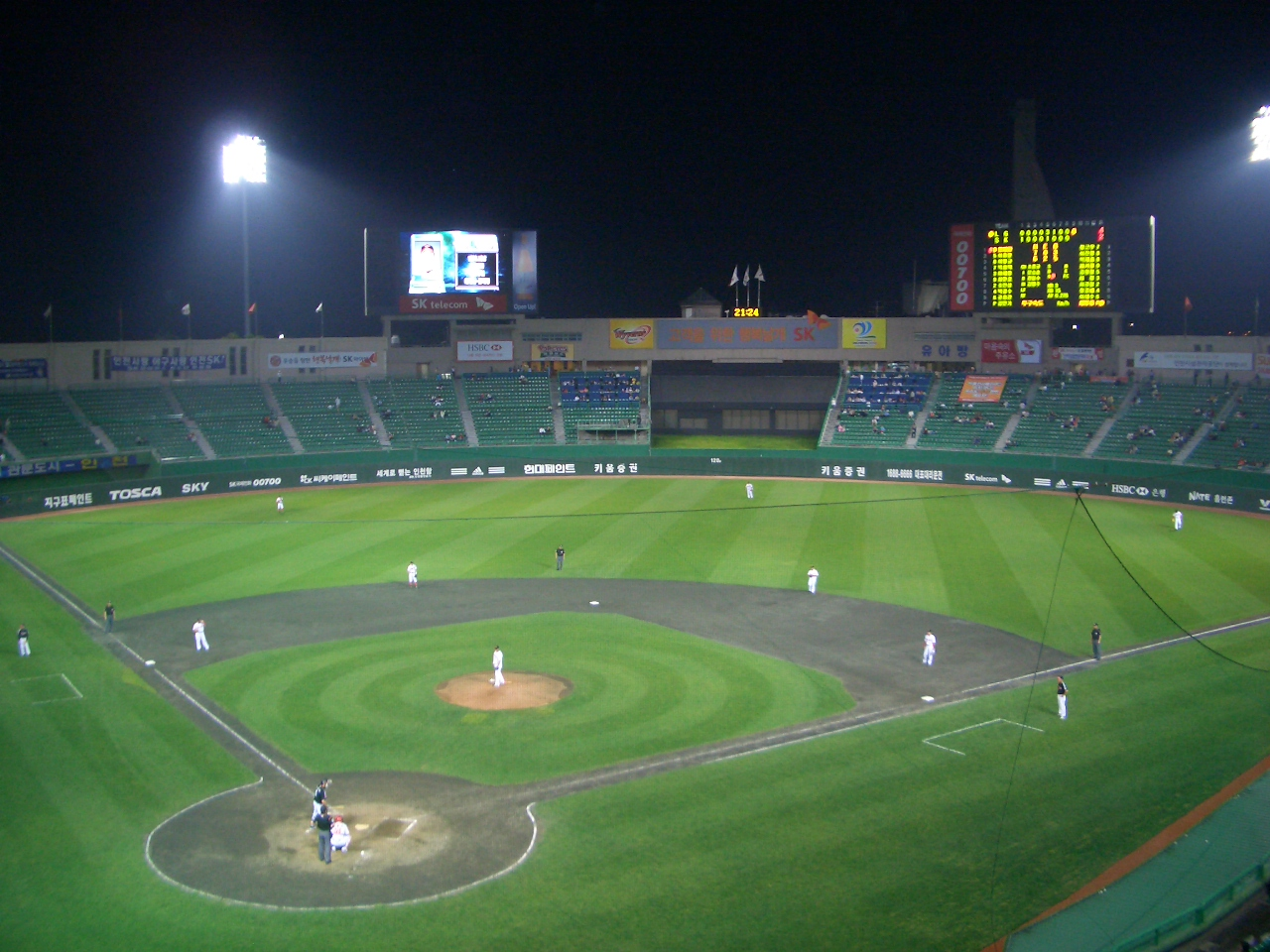
Chủ nhà thi đấu bóng chày trong sân vận động bóng chày Munhak

| Địa điểm                                          | Thể thao                  | Khán giả | Ref    |
| ------------------------------------------------- | ------------------------- | -------- | ------ |
| Khu nhà thi đấu Bucheon                           | Sepaktakraw               | 5,420    | [ 14 ] |
| Sân vận động Incheon Munhak                       | Bóng đá                   | 52,179   | [ 15 ] |
| Sân vận động bóng chày Munhak                     | Bóng chày                 | 27,877   | [ 16 ] |
| Trung tâm thể thao dưới nước Munhak Park Tae-hwan | Lặn, Bơi lội, Bơi đồng bộ | 3,006    | [ 17 ] |

### Quận Namdong
| Địa điểm                  | Thể thao            | Khán giả | Ref    |
| ------------------------- | ------------------- | -------- | ------ |
| Namdong Asiad Rugby Field | Bóng đá, Bóng Rugby | 5,078    | [ 18 ] |
| Khu nhà thi đấu Namdong   | Thể dục dụng cụ     | 8,828    | [ 19 ] |

### Quận Seo
| Địa điểm                                   | Thể thao                           | Khán giả | Ref    |
| ------------------------------------------ | ---------------------------------- | -------- | ------ |
| Trung tâm dưới nước Dream Park             | 5 môn phối hợp hiện đại, Bóng nước | 1,100    | [ 20 ] |
| Dream Park Complex                         | 5 môn phối hợp hiện đại            | 1,264    | [ 21 ] |
| Câu lạc bộ Dream Park Country              | Golf                               | N/A      | [ 22 ] |
| Địa điểm cưỡi ngựa Dream Park              | Cưỡi ngựa, 5 môn phối hợp hiện đại | 1,264    | [ 23 ] |
| Dream Park Modern Pentathlon Fencing Venue | 5 môn phối hợp hiện đại            | 500      | [ 24 ] |
| Sân vận động chính Incheon Asiad           | Điền kinh                          | 61,074   | [ 25 ] |
| Yeonhui Cricket Ground                     | Cricket                            | 2,353    | [ 26 ] |

### Quận Yeonsu
| Địa điểm                                              | Thể thao              | Khán giả | Ref    |
| ----------------------------------------------------- | --------------------- | -------- | ------ |
| Địa điểm cử tạ vườn Festival Moonlight                | Cử tạ                 | 1,500    | [ 27 ] |
| Sân tập bắn súng quốc tế Ongnyeon                     | Bắn súng              | 1,337    | [ 28 ] |
| Khu nhà thi đấu Seonhak                               | Quyền Anh             | 2,104    | [ 29 ] |
| Sân vận động Khúc côn cầu Seonhak                     | Khúc côn cầu trên cỏ  | 3,311    | [ 30 ] |
| Seonhak International Ice Rink                        | Quyền Anh             | 3,011    | [ 31 ] |
| Địa điểm bóng chuyền bãi biển Đại học toàn cầu Songdo | Bóng chuyền           | 3,204    | [ 32 ] |
| Songdo Central Park                                   | Triathlon             | 500      | [ 33 ] |
| Khu nhà thi đấu Đại học toàn cầu Songdo               | Kabaddi               | 1,643    | [ 34 ] |
| Sân vận động bóng chày Songdo LNG                     | Bóng mềm              | 1,376    | [ 35 ] |
| Đường trường xe đạp Songdo                            | Xe đạp (Đường trường) | 500      | [ 36 ] |

### Ngoại ô Incheon

#### Tỉnh Gyeonggi

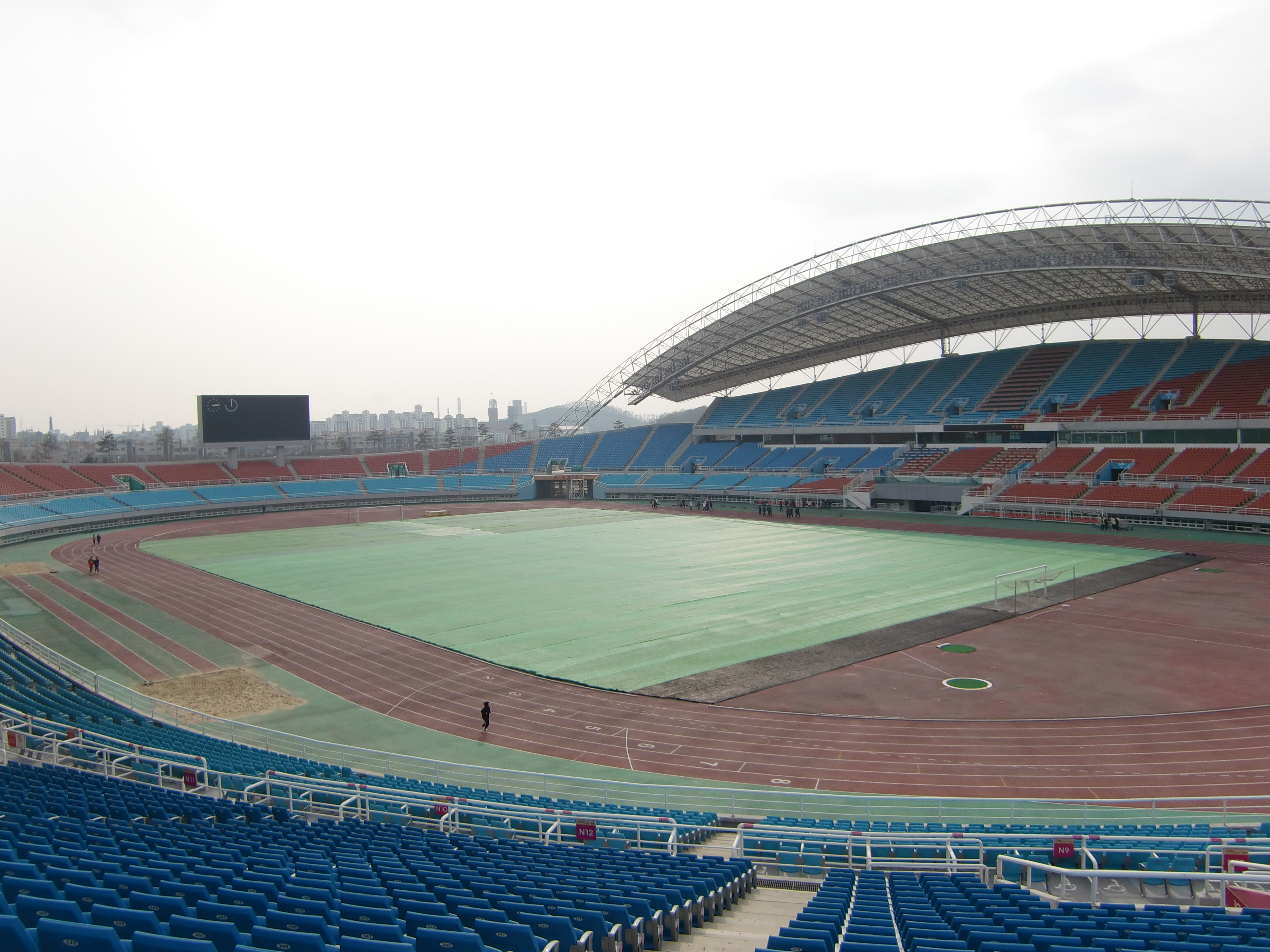
Sân vận động Ansan Wa ~ là một trong năm sân vận động bóng đá sử dụng trong các trò chơi

| Địa điểm                        | Thành phố | Thể thao           | Khán giả | Ref    |
| ------------------------------- | --------- | ------------------ | -------- | ------ |
| Khu nhà thi đấu Ansan Sangroksu | Ansan     | Bóng chuyền        | 2,865    | [ 37 ] |
| Sân vận động Ansan Wa~          | Ansan     | Bóng đá            | 35,000   | [ 38 ] |
| Khu nhà thi đấu Anyang Hogye    | Anyang    | Bowling            | 270      | [ 39 ] |
| Khu nhà thi đấu Goyang          | Goyang    | Đấu kiếm           | 6,946    | [ 40 ] |
| Sân vận động Goyang             | Goyang    | Bóng đá            | 41,311   | [ 41 ] |
| Sân tập bắn súng Gyeonggido     | Hwaseong  | Bắn súng           | 200      | [ 42 ] |
| Hwaseong Sports Complex         | Hwaseong  | Bóng rổ            | 5,158    | [ 43 ] |
| Sân vận động Hwaseong           | Hwaseong  | Bóng đá            | 35,266   | [ 44 ] |
| Trung tâm chèo thuyền Misari    | Hanam     | Canoeing           | 250      | [ 45 ] |
| Suwon Gymnasium                 | Suwon     | Bóng ném, Bóng bàn | 5,145    | [ 46 ] |

#### Thành phố khác
| Địa điểm                                           | Thành phố | Thể thao    | Khán giả | Ref    |
| -------------------------------------------------- | --------- | ----------- | -------- | ------ |
| Hồ Tangeum - Trung tâm chèo thuyền quốc tế Chungju | Chungju   | Chèo thuyền | 1,100    | [ 47 ] |
| Sân vận động bóng chày Mokdong                     | Seoul     | Bóng chày   | 10,600   | [ 48 ] |